# Roger Portalis
Melchior-Roger Portalis (París, 1841-Thielle, 1912) fue un bibliófilo, historiador del arte y grabador francés.

## Biografía
Nació el 22 de enero de 1841 en París. Bibliófilo, escribió sobre ilustradores y grabadores del siglo XVIII, sobre Fragonard y sobre el grabado en color. Alumno de Maxime Lalanne, realizó algunos grabados, como Frédéric, par Roger, 2 oct 69, Le Pigeonnier, Louche, d'après Max. Lalanne R. Portalis, D'après Raphaël, Portalis, 26 juin 69 y Melle Jeanne Magnin. Falleció en la localidad suiza de Thielle, en un castillo de su propiedad, el 27 de diciembre de 1912.